# Oren Yoel
Oren Yoel é um produtor musical, compositor e multi-instrumentista estadunidense.

## Início de vida
Oren Yoel começou produzindo artistas locais de hip hop e tocando teclado em várias bandas. Sua primeira entrada na indústria veio quando ele co-produziu o tema para The Boondocks, assim como a música da primeira temporada.

## Carreira
Oren teve sua primeira grande chance produzindo a maior parte do Asleep in the Bread Aisle de Asher Roth, incluindo canções como "Lark on My Go-Kart" e "Be by Myself". Desde então, ele vem trabalhando com diversos outros artistas musicais, incluindo Miley Cyrus, XXX Tentacion, Joji and Fitz and the Tantrums.
A canção de Oren com Miley Cyrus, "Adore You", no qual ele produziu e co-compôs, atingiu a posição #21 na Billboard Hot 100 (EUA). A canção foi bem recebida pela crítica pela composição e produção, especialmente por mostrar a "versatilidade vocal" de Cyrus.
Parte da campanha "All or Nothing" da Adidas inclui uma faixa exclusiva de Kanye West intitulada "God Level", que também foi produzida por Oren e DJ Dahi.
Oren, Ryan Tedder e Noel Zancanella compartilharam a produção de "Painkiller" da Rozzi Crane com a participação de Adam Levine, presente em seu EP Space, lançado em fevereiro de 2015.
O álbum de 2015 de Stacy Barthe, apresenta a faixa "In My Head", produzida por Oren.
O álbum de estreia de Tori Kelly, Unbreakable Smile, contém a faixa "Art of Letting You Go", no qual Oren produziu e co-compôs.
Em 30 de agosto de 2015, Miley Cyrus lançou gratuitamente o seu quinto álbum de estúdio Miley Cyrus & Her Dead Petz. Oren produziu quatro canções do álbum, "Space Bootz", "BB Talk", "I Get So Scared" e "1 Sun".
Em 2017, Miley Cyrus anunciou e lançou o seu single "Malibu" composta por Cyrus e produzida por Oren. A canção atingiu em sua segunda semana o top 10 da Billboard Hot 100. Ele também foi o principal produtor e co-compositor de todo o resto do álbum em que a canção está presente, Younger Now.
Oren Yoel foi co-compositor de "NUMB", do álbum ? do XXXTentacion, lançado em março de 2018. No mesmo ano, Oren Yoel foi produtor/co-compositor em diversos lançamentos, incluindo "Peach Jam" de Joji e BlocBoy JB, presente na compilação Head in the Clouds, "Kingdom" de Lupe Fiasco com a participação de Damian Marley, presente no Drogas Wave, e a canção "Tell Me" do duo THEY. com a participação de Vic Mensa, presente no EP Fireside.
Em 2019, Fitz and The Tantrums lançaram o álbum All the Feels, com as faixas "Belladonna" e "Stop" sendo produzidas e co-compostas por Oren. A versão deluxe de ? do XXXTentacion, foi lançado com uma versão acústica de "NUMB", produzida e co-composta pro Oren.